# الدورة (الطب)
الدورة أو المَساق أو المُقرَّر أو المقرر العلاجي مصطلح في الطب يأخذ عموماً أحد معنَيين، وكلاهما يعكس المعنى «المسار أن شيئا أو شخص يتحرك على طول... عملية أو تسلسل أو خطوات» :
• دورة الدواء هي فترة من العلاج المستمر بالأدوية، وأحيانا مع جرعة متغيرة وتركيبات معينة. على سبيل المثال، لا ينبغي أن ينتهي العلاج ببعض الأدوية فجأة. بدلا من ذلك, يجب أن ينتهي مسارها بجرعة مستدقة.
- المضادات الحيوية: من المهم أخذ دورة كاملة من المضادات الحيوية لمنع إعادة العدوى و / أو تطوير البكتيريا المقاومة للأدوية.[3]
- المنشطات: لعلاج الستيرويد على المدى القصير والطويل، عند التوقف عن العلاج، يتم تقليل الجرعة بدلا من إنهاءها فجأة. وهذا يسمح للغدد الكظرية لاستئناف إنتاج الجسم الطبيعي من الكورتيزول. التوقف المفاجئ يمكن أن يؤدي إلى قصورالكظرية، و / أو متلازمة انسحاب الستيرويد (تأثير انتعاش تعود فيه الأعراض المبالغ فيها).[4]

## المرض
المرض أو الداء أو العلة هو حالة غير طبيعية تصيب الجسد البشري أو العقل البشري محدثة انزعاجاً، أو ضعفاً في الوظائف، أو إرهاقاً للشخص المصاب مع إزعاج. يستخدم هذا المصطلح أحيانا للدلالة على أي أذى جسدي، إعاقة، متلازمة، أعراض غير مريحة، سلوك منحرف، تغيرات لا نمطية في البنية والوظيفة، وفي سياقات أخرى قد يستلزم الأمر التمييز بين هذه الأمور كلها. علم الأمراض هو العلم الذي يدرس هذه الأمراض، في حين نشير للعلم الذي يعنى بدراسة التصنيف المنظومي للأمراض المختلفة بعلم تصنيف الأمراض nosology.
• مسار المرض، ويسمى أيضا تاريخه الطبيعي، يشير إلى تطورالمرض في المريض ، بما في ذلك تسلسل وسرعة المراحل والأشكال الذي يتخذها. وتشمل الدورات النموذجية للأمراض ما يلي:
- مزمن
- المتكرر أو الانتكاس
- تحت الحاد: في مكان ما بين دورة حادة ومزمنة
- الحاد: تبدأ فجأة، وتكثف بسرعة، لا تدوم طويلا
- خاطف أو حاد: حاد بشكل خاص، خاصة إذا كان عنيفا بشكل غيرعادي

يُمكن أن يقال أن المريض في البداية، أو في المنتصف، أو في النهاية، أو في مرحلة معينة من مسار المرض أو العلاج. السلائف هي علامة أو حدث يسبق الدورة التدريبية أو مرحلة معينة في سياق المرض، على سبيل المثال غالباً ما تكون القشعريرة نذيرللحمى.